# 1974
1974 (MCMLXXIV) byl rok, který dle gregoriánského kalendáře započal úterým.

## Události
Československo
- leden – V reakci na vyhlášení roku 1974 jako roku životního prostředí byla pod patronací ústavu krajinné ekologie ČSAV a časopisu Mladý svět realizována Akce Brontosaurus zaměřená na aktivity v oblasti ochrany životního prostředí.
- 19.–20. ledna – V Praze se konal ustavující sjezd Československého svazu žen. Předsedkyní byla zvolena Marie Kabrhelová.
- 20. ledna – Lavina do Mengusovské doliny ve Vysokých Tatrách zasypala skupinu účastníků školního lyžařského výcviku. Zahynulo 12 lidí.
- 16. dubna – V litoměřické katedrále sv. Štěpána se konal pohřeb litoměřického světícího biskupa Štěpána kardinála Trochty, na němž přes zákaz KSČ v závěru promluvil krakovský arcibiskup Karol Wojtyla pozdější papež, římský biskup sv. Jan Pavel II.
- 9. května – Byl slavnostně zahájen provoz na prvním úseku pražského metra – na trase I. C mezi stanicemi Kačerov a Sokolovská (dnes Florenc) o celkové délce 6,7 km. Slavnostního otevření se zúčastnili nejvyšší představitelé strany i vlády v čele s generálním tajemníkem ÚV KSČ Gustávem Husákem. První úsek pražského metra byl označován jako Stavba československo-sovětské spolupráce. Téhož dne došlo i k dalším významným změnám v pražské městské hromadné dopravě – definitivně dojezdily předválečné dvounápravové tramvaje, byl zaveden jednotný nepřestupný tarif, z tramvají i autobusů zmizeli průvodčí a v souvislosti se souběžným vedením nové trasy metra byl ukončen provoz tramvají mezi náměstím Hrdinů na Pankráci a Budějovickým náměstím v Krči.
- 6. června – U Podolínce v okrese Stará Ľubovňa (Východoslovenský kraj) došlo ke střetu autobusu převážející děti na školním výletě s přívěsem protijedoucího nákladního automobilu. Utržená bočnice přívěsu pronikla v úrovni sedadel podélně do autobusu a usmrtila 9 dětí.
- 1. července – Došlo k výraznému rozšíření území hlavního města Prahy. Z okresů Praha-východ a Praha-západ bylo ku Praze připojeno 30 obcí s více než 60 tis. obyvateli. Největšími připojenými obcemi byly Horní Počernice, Radotín, Zbraslav a Uhříněves. Počet obyvatel Prahy se touto administrativní změnou zvýšil na 1 150 tis.
- 15. července – Federální shromáždění schválilo smlouvu o normalizaci vztahů mezi ČSSR a NSR.
- 19. července – V chemických závodech ČSSP v Litvínově – Záluží došlo k závažné havárii zařízení na dělení plynů. Neštěstí si bezprostředně vyžádalo 14 obětí, další 3 osoby zemřely později v nemocnici.
- 14. srpna – Ve Veletržním paláci v Praze 7 – Holešovicích vypukl obrovský požár, který způsobil škodu ve výši 224 milionů Kčs. Následné vyšetřování určilo jako příčinu požáru samovznícení špatně skladované fermeže užívané lakýrníky. Likvidace požáru trvala až do 20. srpna.
- 12. září – Na dole Prezident Gottwald v Horní Suché v okrese Karviná došlo po 6. hodině ráno k přetržení těžního lana důlní klece a následnému volnému pádu celého přepravního zařízení, jež se zastavilo až o nárazníkový rošt pod úrovní 4. patra. 8 horníků na místě zahynulo, 26 zbývajících bylo zraněno.

Svět
- Rok 1974 byl OSN vyhlášen Rokem životního prostředí.
- 20. ledna – General Dynamics F-16 Fighting Falcon uskutečnil svůj první let na Edwards Air Force Base v Kalifornii.
- 26. ledna – Bülent Ecevit (CHP) sestavil novou tureckou vládu (37. vláda).
- 1. února – Malajsijské hlavní město Kuala Lumpur bylo vyhlášeno federálním územím.
  - Mezi americkými státy New Jersey a Pensylvánie uveden do provozu Commodore Barry Bridge přes Delaware.
  - V brazilském São Paulu v mrakodrapu edifício Joelma vypukl požár: 177 mrtvých, 293 zraněných, 11 podlehlo zraněním později.
- 3. března – Let Tureckých aerolinií 981 na trase Paříž–Londýn skončil pádem do lesa u Paříže: všech 346 lidí na palubě zemřelo.
- 4. března – Po parlamentních volbách ve Spojeném království se stal premiérem labourista Harold Wilson, který vedl zemi v letech 1964 až 1970.
  - Na obálce prvního amerického vydání časopisu People byla Mia Farrow.
- 8. března – Bylo otevřeno letiště Charlese de Gaulla v Paříži.
- 18. března – Většina členů OPEC ukončila 5měsíční embargo Spojených států, Evropy a Japonska, čímž skončil ropný šok.
- 29. března – V hrobce prvního čínského císaře Čchin Š'-chuang-ti byla nalezena terakotová armáda.
- 5. dubna – Byl vydán první román Stephena Kinga – Carrie.
- 6. dubna – Hudební skupina ABBA zvítězila v soutěži Eurovize s písní „Waterloo“ a tím nastartovala dráhu jedné z nejúspěšnějších kapel v historii populární hudby.
- duben – V Portugalsku byl Marcelo Caetano svržen armádou, což otevřelo cestu pro pluralitní demokracii.
- 12. května – S’-čchuan v Číně zasáhlo velké zemětřesení, které zahubilo 20 000 lidí a dalších 30 000 lidí bylo zraněno.
- 13. června – Ve Frankfurtu nad Mohanem bylo zahájeno mistrovství světa ve fotbale.
- 20. července – Začala turecká invaze na Kypr – operace Atilla.
- 8. srpna – Americký prezident Nixon rezignoval v důsledku aféry Watergate.
- 7. září - Světová populace přesáhla hranici 4 miliard obyvatel.
- 8. září – Let TWA 841 skončil pádem do Jónského moře 18 minut po vzletu v Athénách, po explozích bomb v nákladním prostoru, zahynulo 88 lidí.
- 30. října – Muhammad Ali se stal v Zairu znovu držitelem titulu v těžké váze po pokoření šampióna George Foremana – rachot v džungli.
- 10. září – Portugalská vojenská junta přiznala nezávislost Guinea-Bissau.
- 17. listopadu – Demokratické volby v Řecku ukončily období vojenské diktatury.
- 18. listopadu – Byla založena Mezinárodní agentura pro energii.
- 22. listopadu – Organizace pro osvobození Palestiny získala pozorovatelský status při OSN.
- 24. listopadu – V etiopské oblasti Hadar byla nalezena nezvykle dobře dochovaná kostra samice druhu Australopithecus afarensis, která dostala přezdívku Lucy.
- 8. prosince – Proběhlo referendum v Řecku o zrušení monarchie.
- 13. prosince – Vznikla Maltská republika.
- 24./25. prosince – Cyklón Tracy téměř zcela zničil severoaustralské město Darwin.
- Císař Haile Selassie I. byl sesazen revolucí, jež vyústila v nastolení vojenského režimu hlásícího se k socialismu, Etiopie.
- Ernő Rubik vynalezl Rubikovu kostku.
- V Itálii založena společnost Martoys (později Bburago).

## Vědy a umění
- 8. únor – Byla opuštěna vesmírná stanice Skylab.
- 8. listopadu – Premiéra baletu Čipolino Karen Chačaturjana, synovce Arama Chačaturjana v Ševčenkově divadle
- 20. listopadu – Přímo při vystoupení zkolaboval na jevišti bubeník skupiny The Who, Keith Moon. Zbývající 3 písničky za bicími odehrál 19letý Scott Halpin, fanoušek, kterého zbytek The Who vyvolal z publika.
- Bylo poprvé zveřejněno ISO 3166-1.
- Mariner 10 začal mapovat povrch planety Merkur.
- Byl objeven chemický prvek seaborgium.
- Byla objevena částice J/ψ.

## Nobelova cena
- Nobelova cena za fyziku – Sir Martin Ryle, Antony Hewish (oba Spojené království; za výzkum v oblasti radiové astrofyziky)
- Nobelova cena za chemii – Paul John Flory (USA, za výsledky v oblasti fyzikální chemie makromolekul)
- Nobelova cena za fyziologii a lékařství – Albert Claude, Christian de Duve, George Emil Palade (první dva Belgie, třetí USA; za objevy týkající se struktury buněk)
- Nobelova cena za literaturu – Eyvind Johnson, Harry Martinson (oba Švédsko)
- Nobelova cena za mír – Seán MacBride, Eisaku Sató (Irsko, Japonsko)
- Nobelova pamětní cena za ekonomii – Gunnar Myrdal, Friedrich Hayek (Švédsko, Spojené království)

## Narození

### Česko

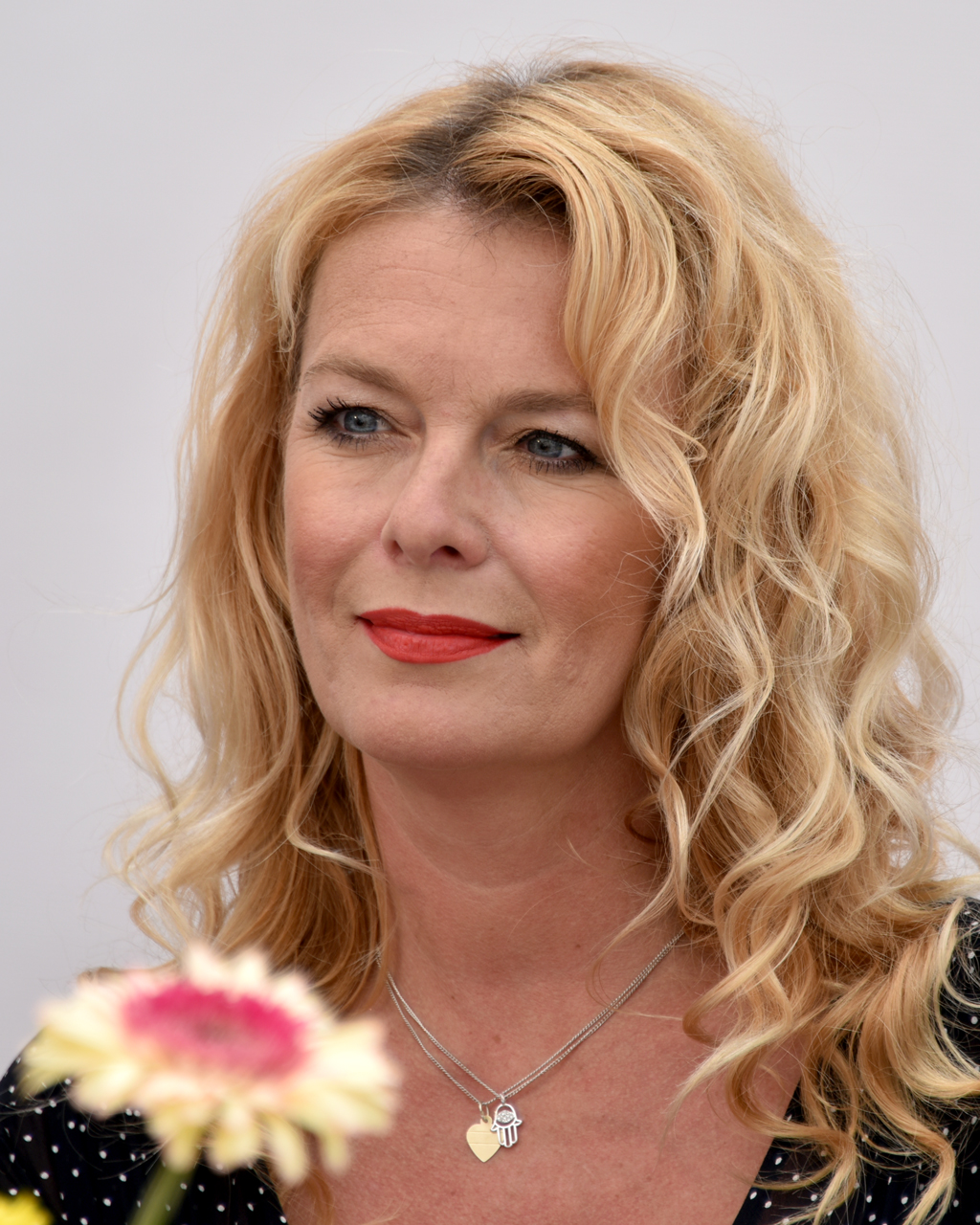
Lucie Benešová (* 18. srpna)

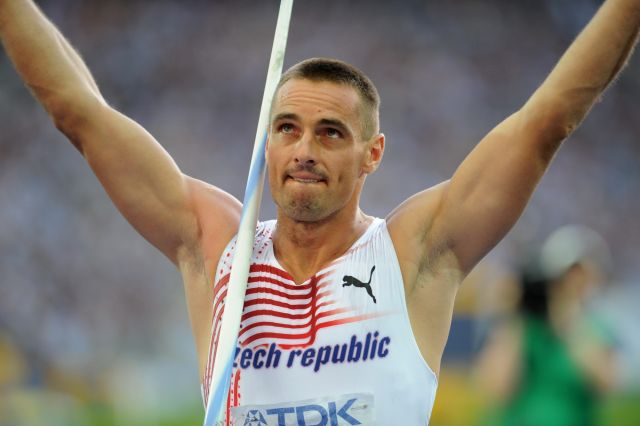
Roman Šebrle (* 26. listopadu)

- 23. ledna – Tomáš Řepka, fotbalista
- 02. ledna – Kateřina Adamcová, historička umění
- 18. února – Radek Černý, fotbalista
- 22. února – Alena Kotzmannová, fotografka a vizuální umělkyně
- 08. března – Robert Čásenský, novinář a komentátor, šéfredaktor a majitel reportážně-investigativního magazínu Reportér
- 13. dubna – Jiří Trvaj, hokejový brankář
- 02. května – Pavel Černoch, operní pěvec, tenorista
- 17. května – Hana Netrefová, plavecká reprezentantka
- 18. května – Alice Koubová, filosofka a vysokoškolská pedagožka
- 19. května – Jana Kasalová, vizuální umělkyně
- 20. května – Petr Štěpán, herec
- 21. května – Martin Doktor, rychlostní kanoista
- 05. června – Michal Mareda, zpěvák a kytarista skupiny Vypsaná fiXa
- 13. června – Jiří Vyorálek, herec
- 25. června – Tereza Pergnerová, moderátorka, herečka a zpěvačka
- 27. června – Martin Svědík, fotbalový trenér
- 25. července – David Moješčík, sochař
- 01. srpna – Martin Strnad, sportovní střelec a olympionik
- 18. srpna – Lucie Benešová, herečka
- 02. srpna – Rey Koranteng, moderátor
- 8. srpna – David Juříček, házenkář
- 22. srpna – Zdeněk Bartošík, hudební skladatel
- 23. srpna – Martin Kocanda, manažer
- 26. srpna – Patrick Zandl, internetový podnikatel, novinář a zakladatel zpravodajského serveru Mobil.cz
- 16. září – Jakub Chrobák, básník
- 25. října – Zdeňka Žádníková-Volencová, herečka
- 30. října – Martin Pechlát, herec
- 21. listopadu – Filip Jančík, dabér a herec
- 26. listopadu – Roman Šebrle, desetibojař
- 27. listopadu – Petr Beneš, volejbalista
- 09. prosince – Daniela Choděrová, herečka, scenáristka a překladatelka
- 19. prosince – Filip Čapka, herec, moderátor a dabér
- 22. prosince – Vojtěch Kotecký, zoolog, publicista a ochránce životního prostředí

### Svět

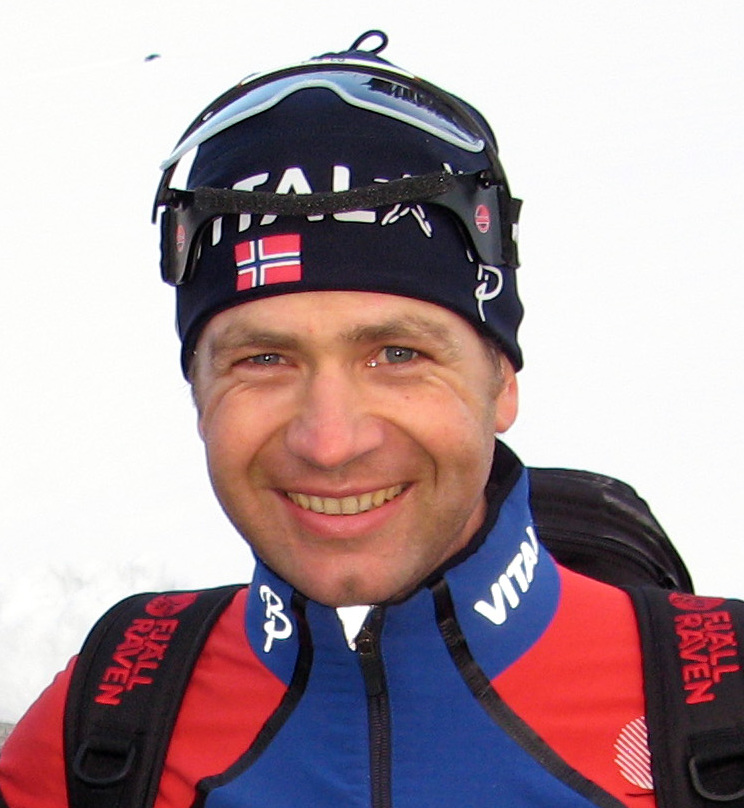
Ole Einar Bjørndalen (* 25. ledna)

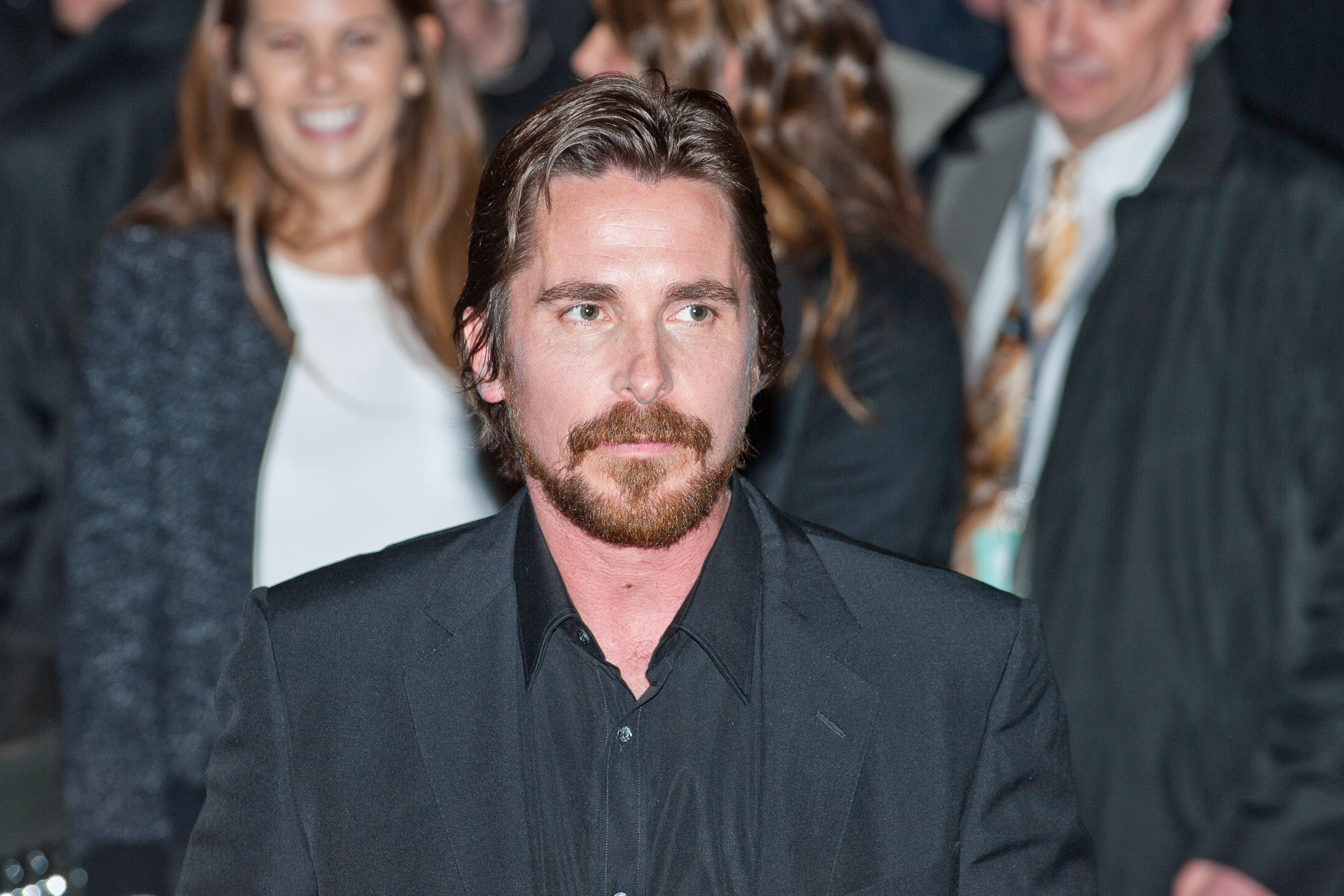
Christian Bale (* 30. ledna)

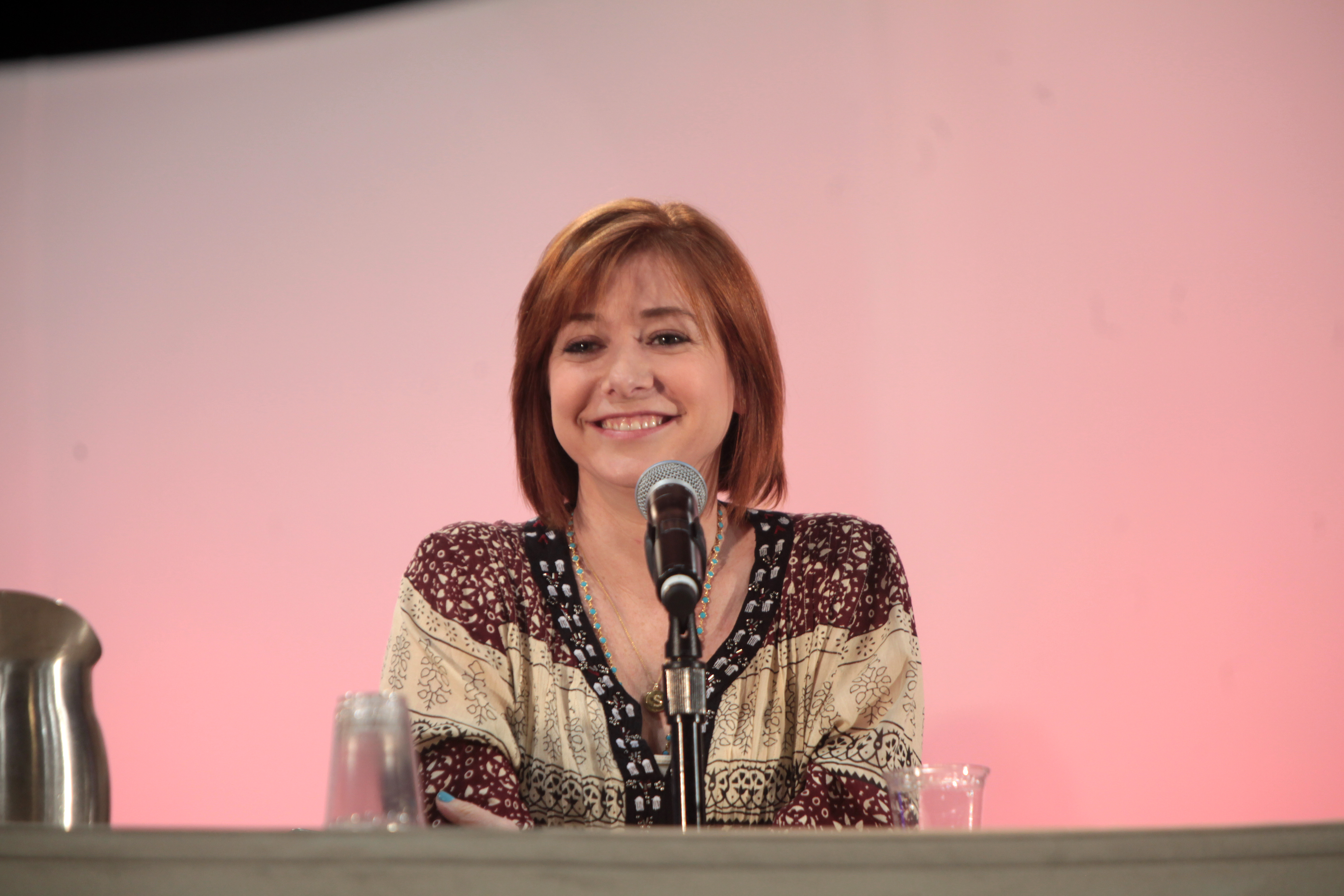
Alyson Hanniganová (* 24. března)

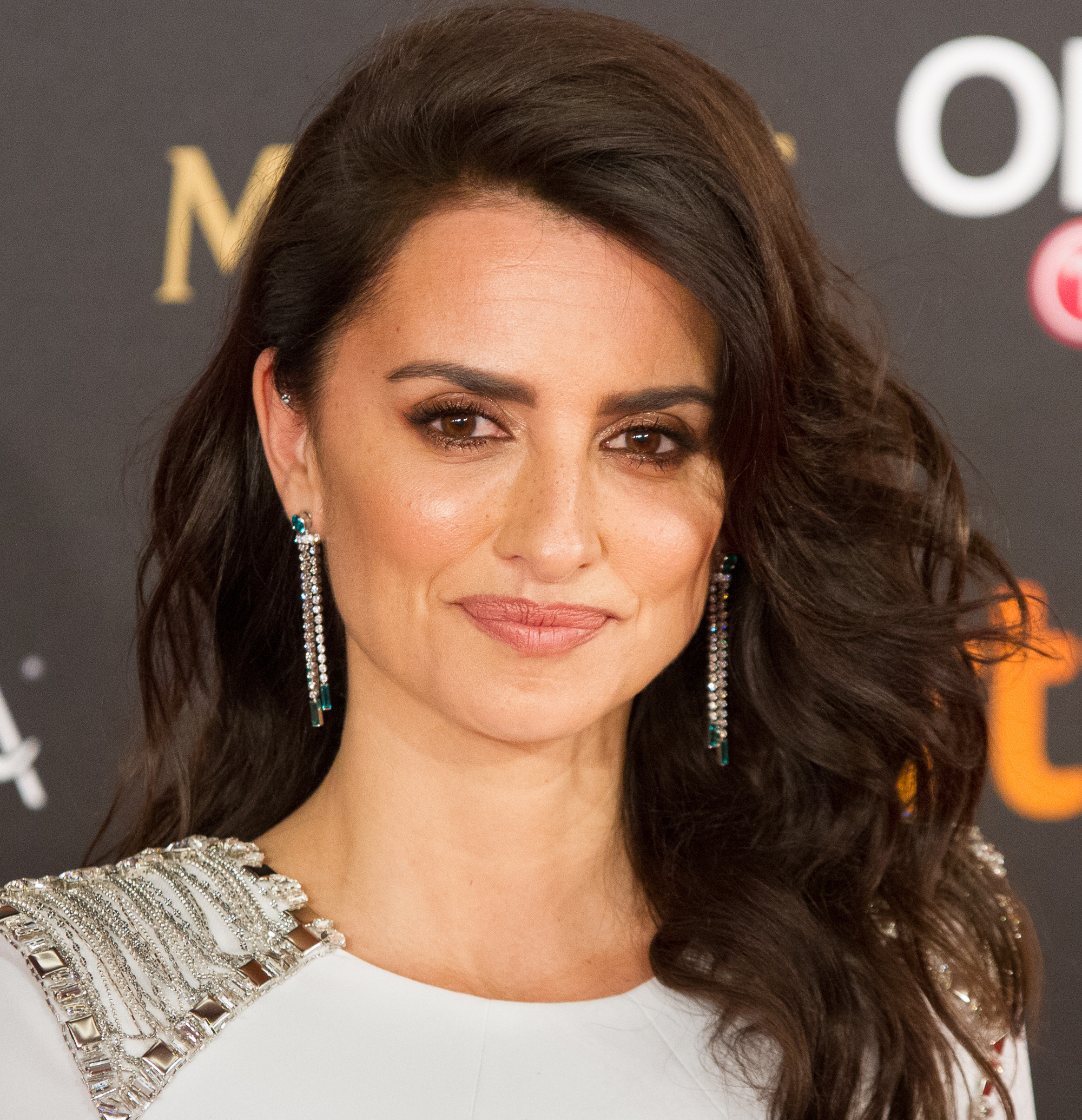
Penélope Cruzová (* 28. dubna)

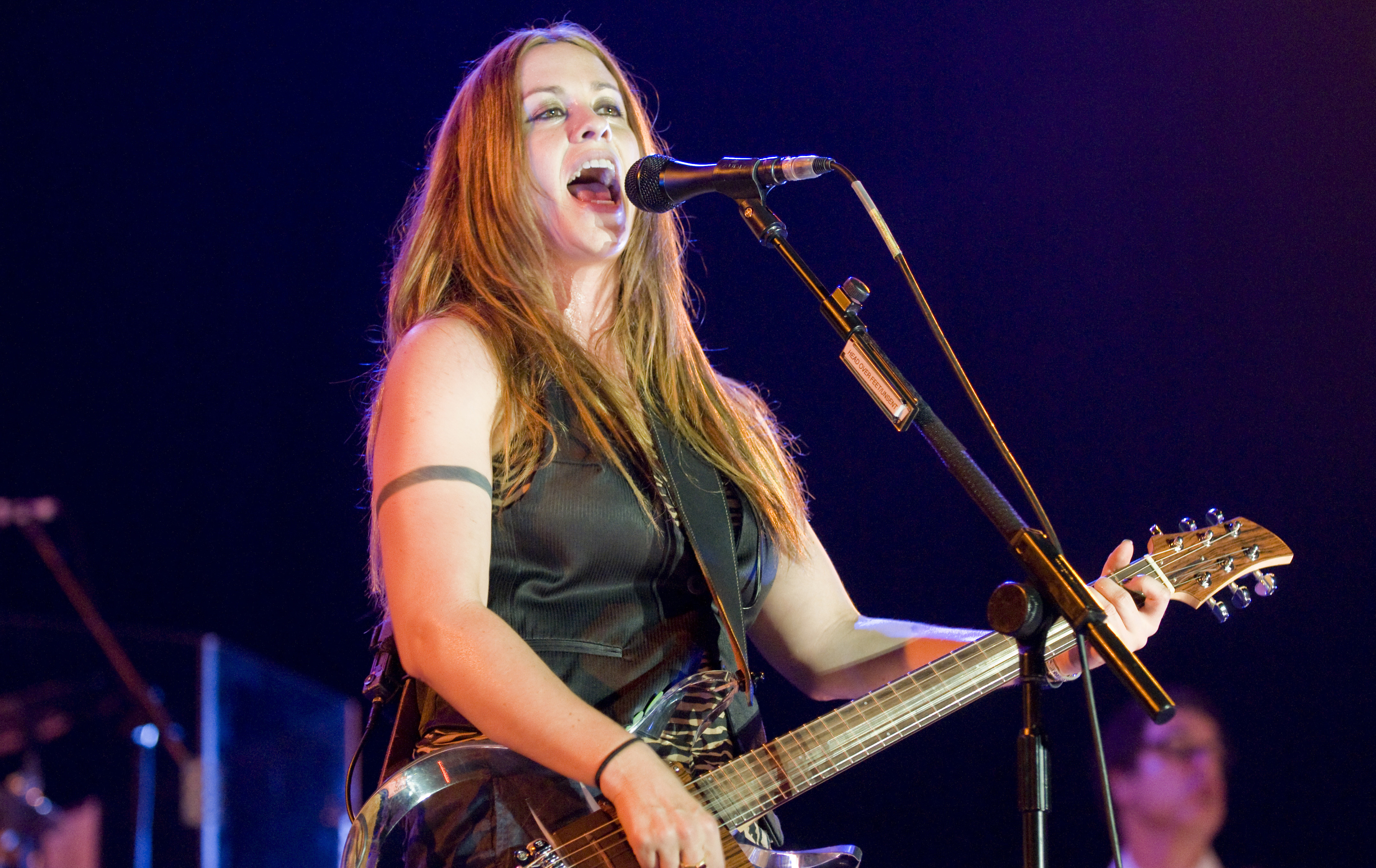
Alanis Morissette (* 1. června)

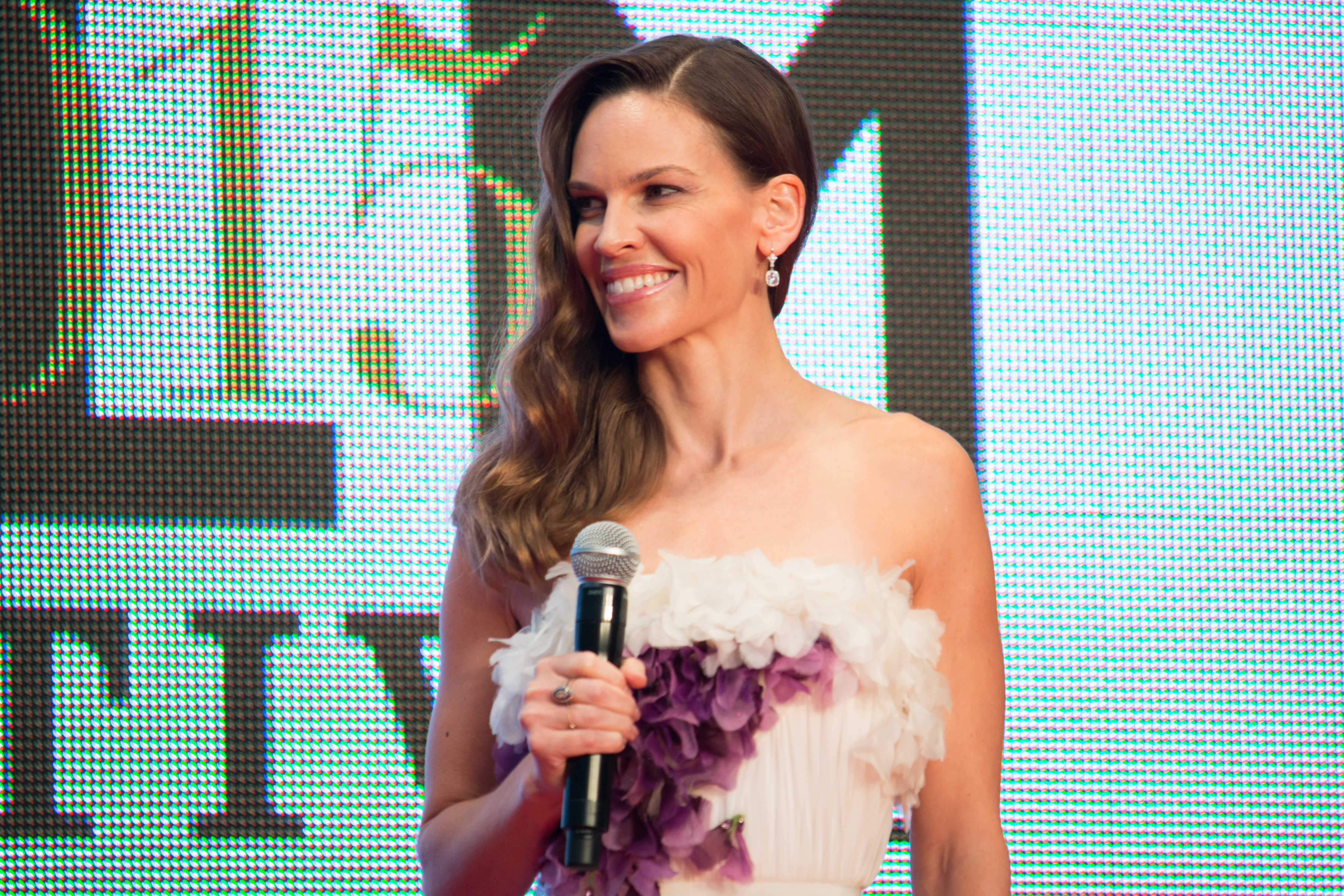
Hilary Swanková (* 30. července)

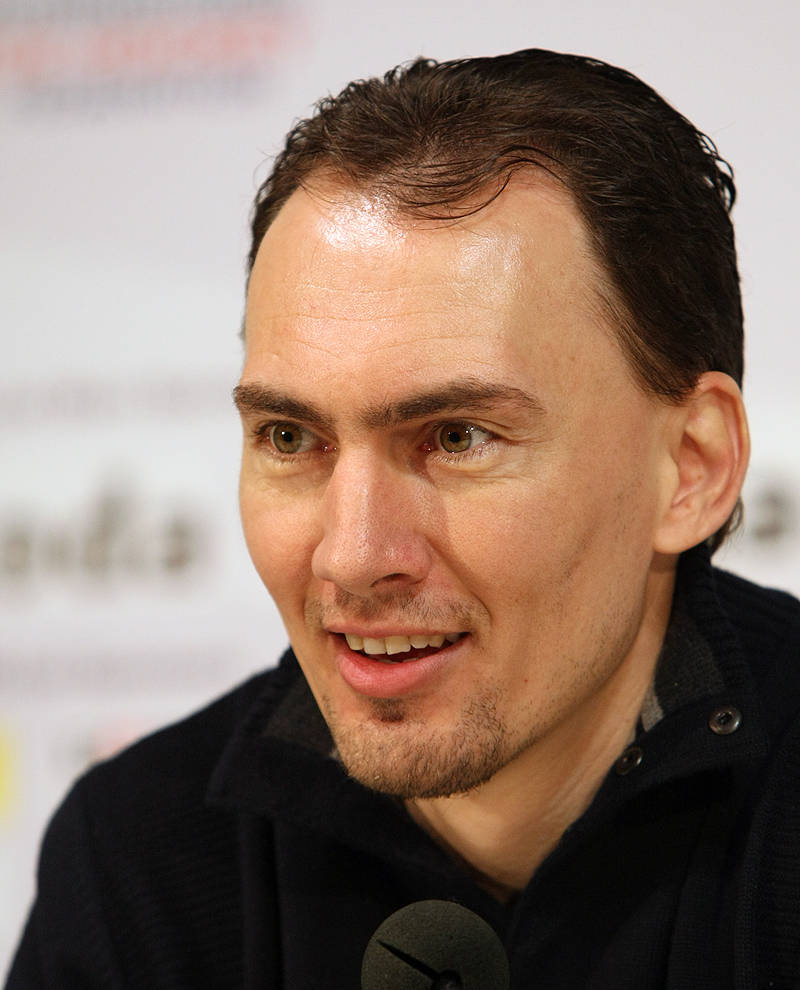
Miroslav Šatan (* 22. října)

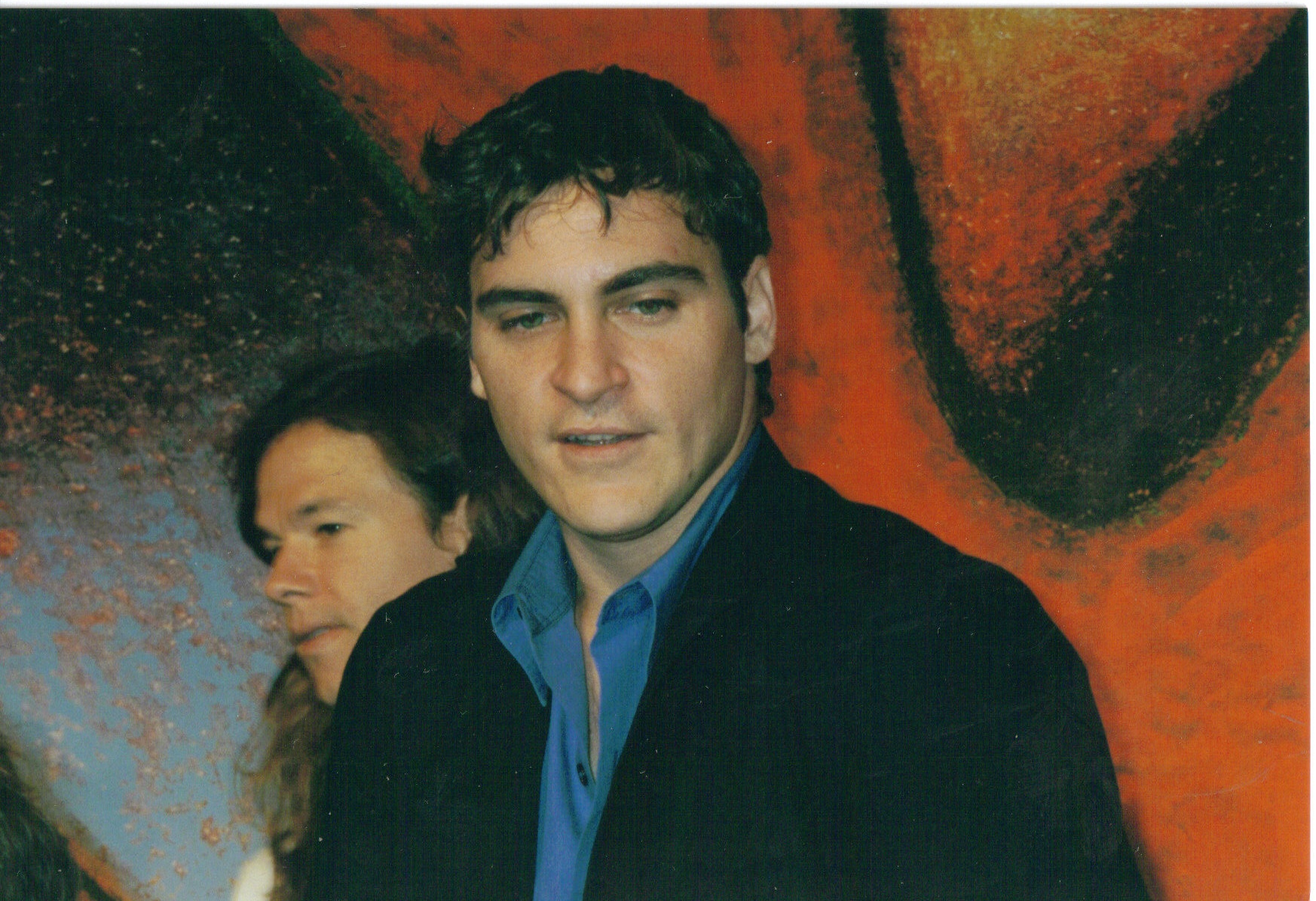
Joaquin Phoenix (* 28. října)

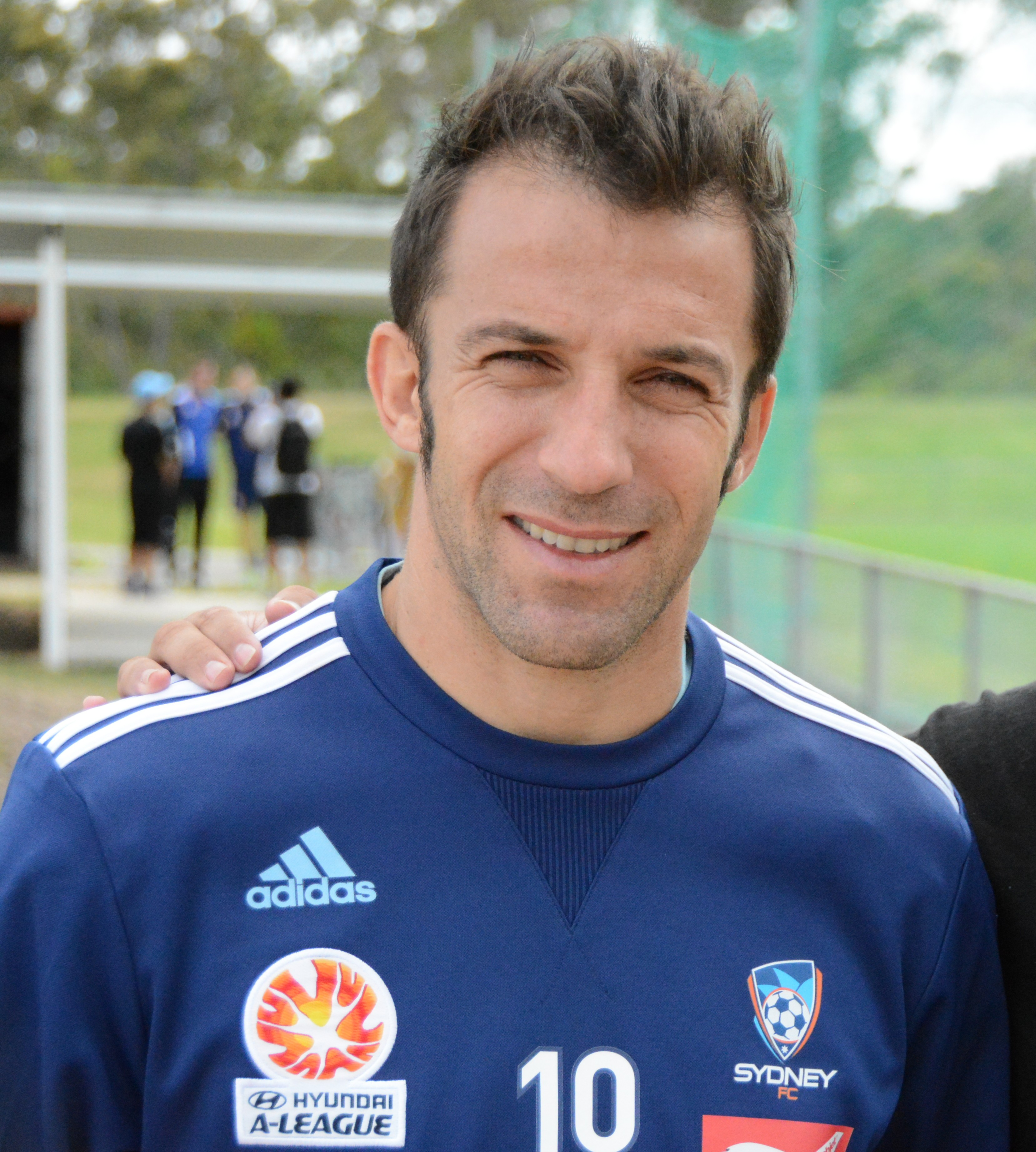
Alessandro Del Piero (* 9. listopadu)

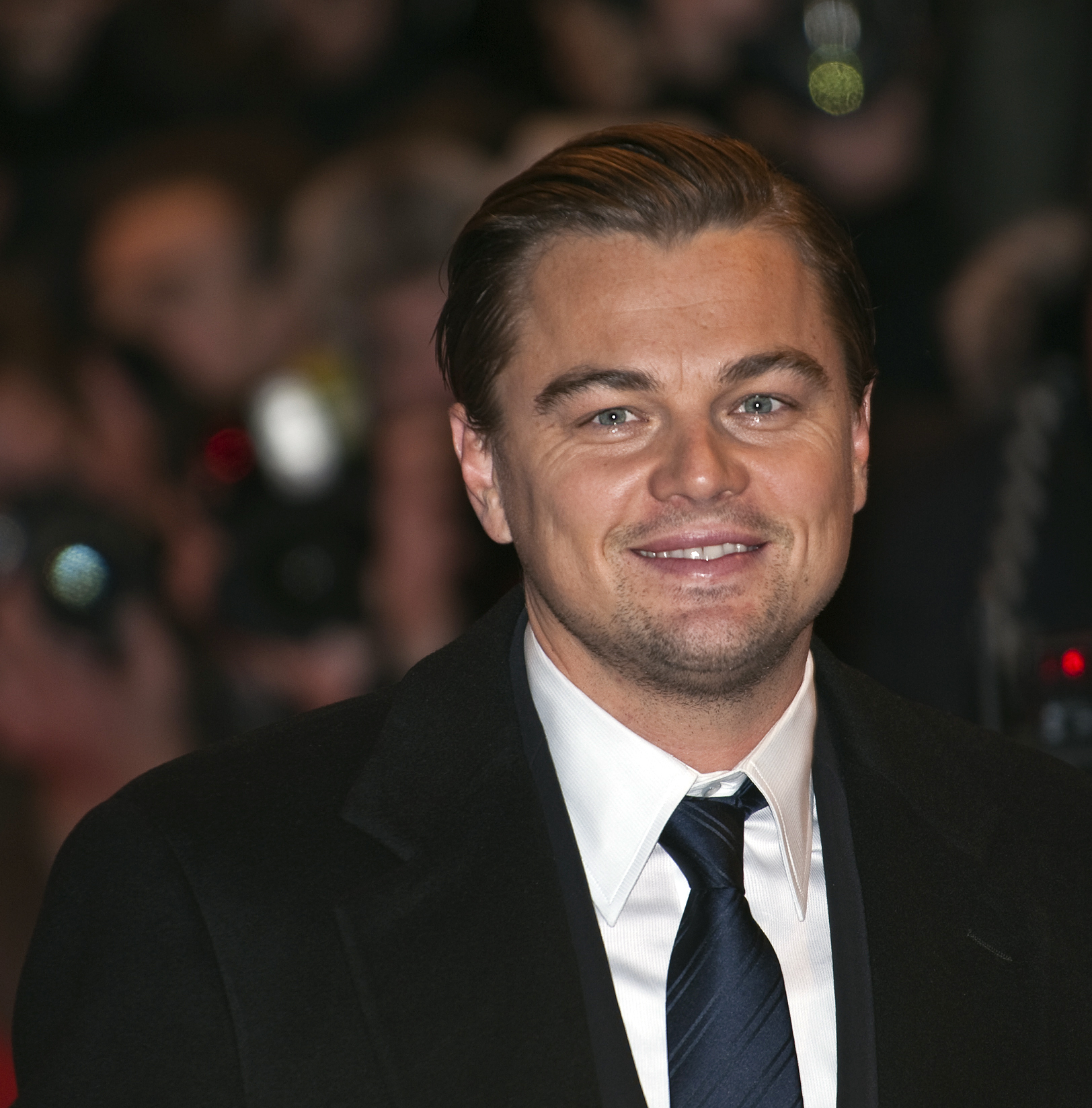
Leonardo DiCaprio (* 11. listopadu)

- 06. ledna – Romain Sardou, francouzský spisovatel
- 12. ledna
  - Tor Arne Hetland, norský běžec na lyžích
  - Melanie Chisholm, britská zpěvačka, skladatelka a podnikatelka, bývalá členka skupiny Spice Girls
- 27. ledna
  - Ole Einar Bjørndalen, norský biatlonista
  - Andrei Pavel, rumunský tenista
- 30. ledna – Christian Bale, britský herec
- 08. února – Kimbo Slice, americký boxer a bývalý zápasník MMA
- 13. února – Robbie Williams, britský zpěvák
- 18. února – Jevgenij Kafelnikov, ruský tenista
- 25. února – Dominic Raab, britský politik a právník
- 04. března – Karol Kučera, slovenský tenista
- 9. března – Nalbert Bitencourt, brazilský volejbalista
- 13. března – Thomas Enqvist, švédský tenista
- 15. března – Percy Montgomery, jihoafrický ragbista
- 24. března – Alyson Hanniganová, americká herečka
- 05. dubna – Ines Papert, německá horolezkyně
- 06. dubna – Robert Kovač, chorvatský fotbalista
- 11. dubna – Àlex Corretja, španělský tenista
- 13. dubna – Sergej Gončar, ruský lední hokejista
- 15. dubna – Tim Thomas, americký lední hokejový brankář
- 16. dubna – Zali Steggallová, australská lyžařka
- 17. dubna – Victoria Beckhamová, britská zpěvačka a módní návrhářka, bývalá členka skupiny Spice Girls
- 23. dubna – Barry Watson, americký herec
- 28. dubna – Penélope Cruzová, španělská herečka
- 29. dubna
  - Barbora Bobuľová, slovenská herečka
  - Julian Knowle, rakouský tenista
- 11. května – Simon Aspelin, švédský tenista
- 16. května
  - Arley Dinas, kolumbijský fotbalista
  - Chuang Aj-čchun, tchajwanská judistka
  - Laura Pausini, italská zpěvačka
- 23. května – Manuela Schwesigová, německá politička
- 24. května – María Ventová-Kabchiová, venezuelská tenistka
- 28. května – Romain Duris, francouzský herec
- 29. května – Stephen Larkham, australský ragbista
- 30. května – Kostas Chalkias, řecký fotbalový brankář
- 01. června – Alanis Morissette, kanadsko-americká zpěvačka
- 04. června – Janette Husárová, slovenská tenistka
- 05. června – Barbara Ciszewská, polská šermířka
- 07. června – Maheš Bhúpatí, indický tenista
- 16. června – Juraj Červenák, slovenský spisovatel sci-fi a fantasy
- 28. června
  - Joel Edgerton, australský herec
  - Vladimír Leitner, slovenský fotbalista
- 01. července – Jefferson Pérez, ekvádorský atlet
- 06. července – Zé Roberto, brazilský fotbalista
- 07. července – Bear Grylls, britský dobrodruh
- 08. července – Andrèj Mezin, běloruský hokejový brankář
- 09. července – Jaro Slávik, slovenský hudební producent a scenárista
- 12. července – Sharon den Adel, holandská zpěvačka a vokalistka metal/rockové skupiny Within Temptation
- 22. července – Franka Potente, německá herečka
- 23. července
  - Maurice Greene, atlet USA
  - Kennedy Tsimba, zimbabwský ragbista
- 26. července – Iron & Wine, americký zpěvák a kytarista
- 30. července
  - Hilary Swanková, americká herečka
  - Jason Robinson, anglický ragbista
- 04. srpna – David Caude, francouzský sportovní lezec
- 09. srpna – Raphaël Poirée, francouzský biatlonista
- 10. srpna – Miroslav Šimonovič, slovenský hokejový brankář
- 12. srpna – Peter Pucher, slovenský hokejista
- 16. srpna
  - Didier Cuche, švýcarský lyžař
  - Krisztina Egerszegiová, maďarská plavkyně
- 20. srpna – Amy Adamsová, americká herečka
- 22. srpna – Agustín Pichot, argentinský ragbista
- 31. srpna
  - Terujoši Itó, japonský fotbalista
  - Andrij Medveděv, ukrajinský tenista
- 01. září – Filip Nikolic, francouzský herec a zpěvák, člen skupiny 2Be3 († 16. září 2009)
- 10. září – Ryan Phillippe, americký herec
- 14. září
  - Argel Fucks, brazilský fotbalista
  - Hišám Al-Karúdž, marocký atlet
- 21. září – Henning Fritz, německý házenkář
- 23. září – Diego Aguirre, uruguayský ragbista
- 2. října – René Sommerfeldt, německý běžec na lyžích
- 05. října – Jeff Strasser, lucemburský fotbalista
- 06. října – Kenny Jönsson, švédský hokejista
- 07. října – Monika Hilmerová, slovenská herečka
- 08. října –  
  - Fredrik Modin, švédský lední hokejista
  - Kódži Murofuši, japonský atlet
- 10. října – Chris Pronger, kanadský lední hokejista
- 12. října – Lucas Arnold Ker, argentinský tenista
- 17. října – Ján Krošlák, slovenský tenista
- 22. října – Miroslav Šatan, slovenský lední hokejista
- 26. října – Martin Tešovič, slovenský vzpěrač
- 28. října – Joaquin Phoenix, americký herec
- 31. října – Marián Miezga, slovenský herec
- 02. listopadu – Pavel Samojlin, ruský sportovní lezec († 10. prosince 1996)
- 08. listopadu – Masaši Kišimoto, japonský mangaka, tvůrce mangy Naruto
- 09. listopadu – Alessandro Del Piero, italský fotbalista
- 11. listopadu – Leonardo DiCaprio, americký herec
- 15. listopadu
  - Sérgio Conceição, portugalský fotbalista
  - Chad Kroeger, kanadský kytarista, člen skupiny Nickelback
- 17. listopadu – Leslie Bibbová, americká herečka
- 18. listopadu – Petter Solberg, norský jezdec rally
- 23. listopadu – Saku Koivu, finský lední hokejista
- 27. listopadu – Parov Stelar, rakouský DJ, zakladatel Electro Swingu
- 29. listopadu – Pavol Demitra, slovenský lední hokejista († 2011)
- 03. prosince – Ľubomír Reiter, slovenský fotbalista a trenér
- 04. prosince – Anke Huberová, německá tenistka
- 10. prosince – Meg White, americká muzikantka, členka hudební skupiny The White Stripes
- 12. prosince – Bernard Lagat, atlet USA
- 10. prosince
  - Pietro Piller Cottrer, italský běžec na lyžích
  - Vasyl Slipak, ukrajinský operní zpěvák a vojenský dobrovolník († 2016)

## Úmrtí

### Česko

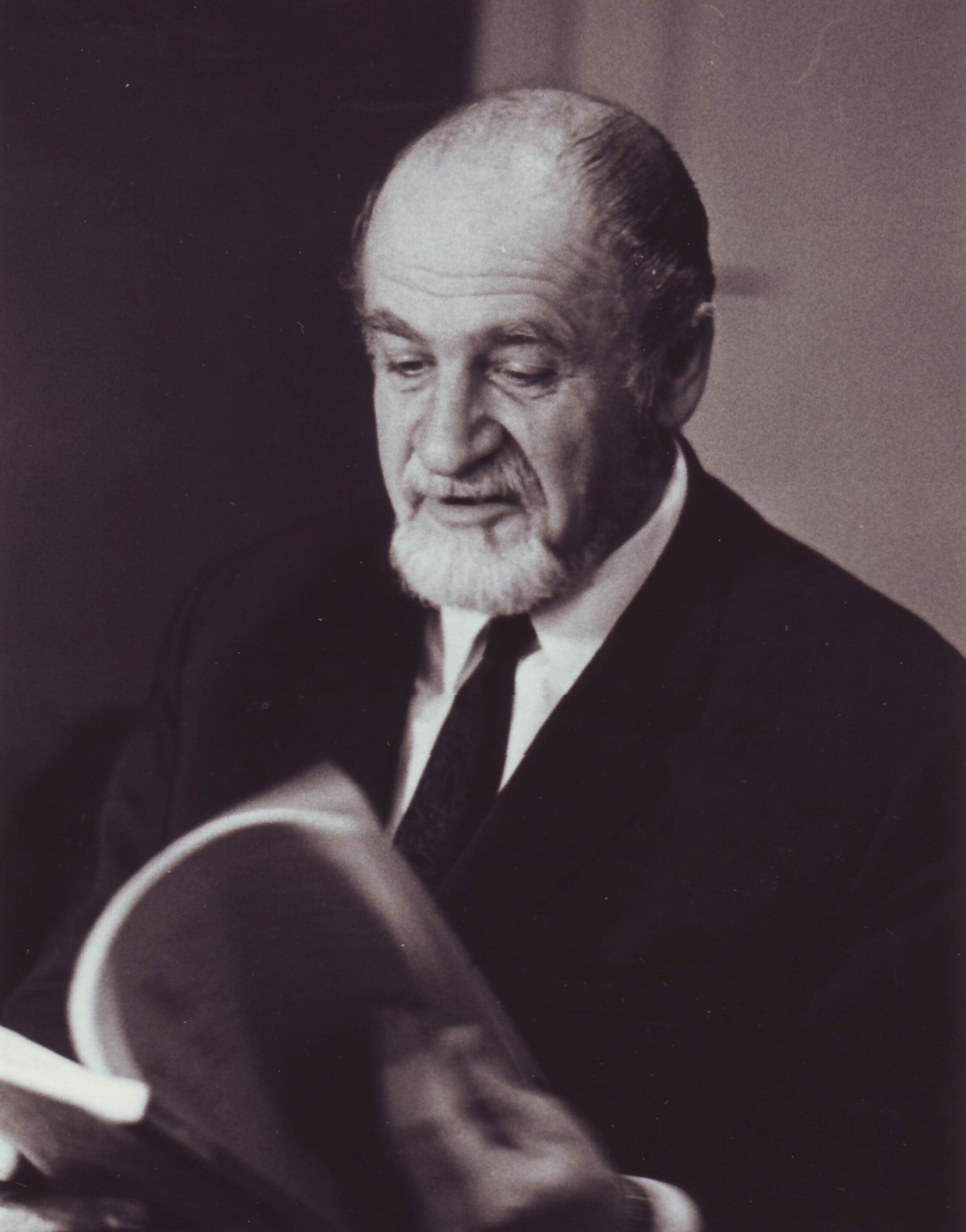
Felix le Breux († 4. února)

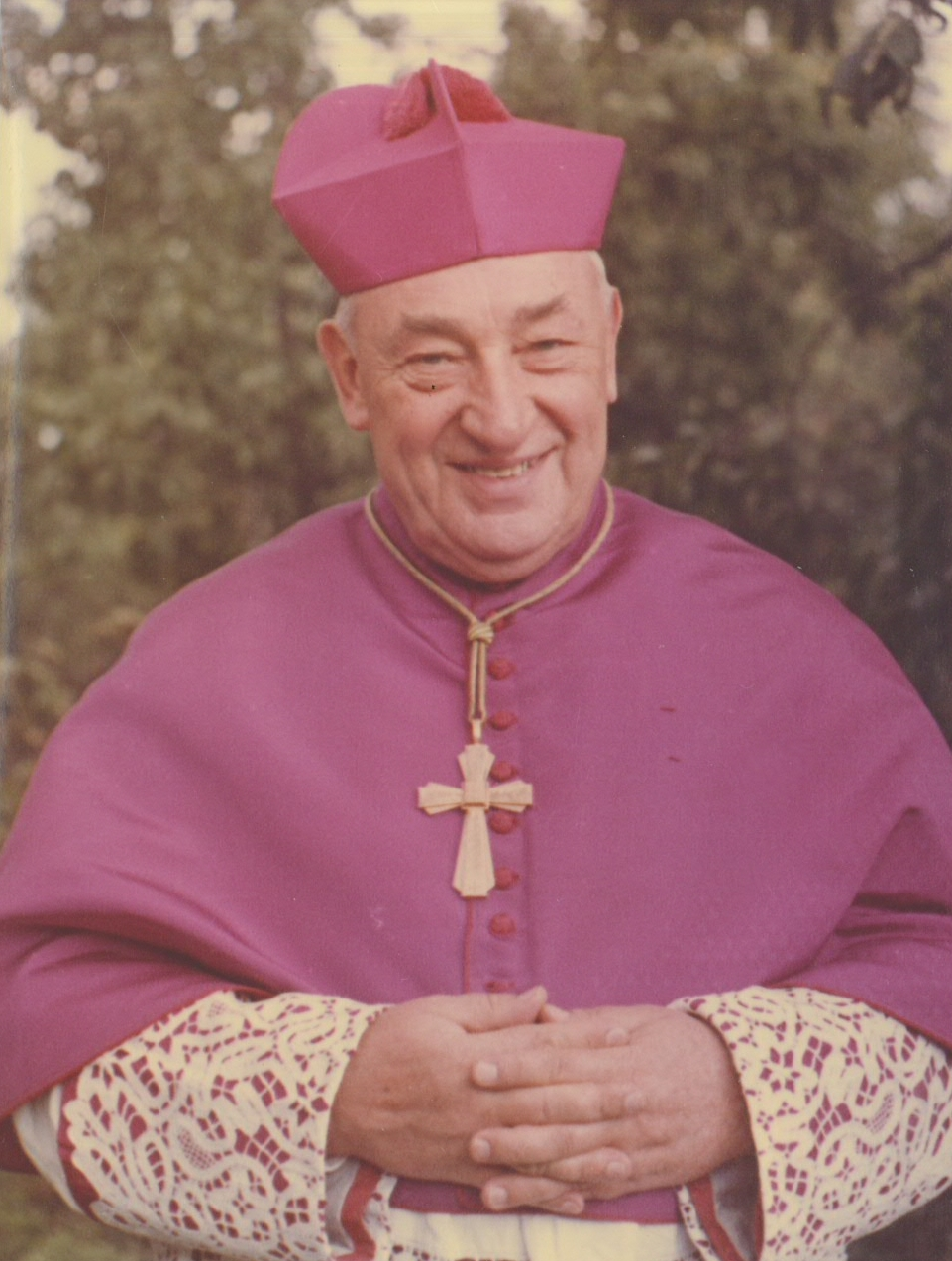
Štěpán Trochta († 6. dubna)

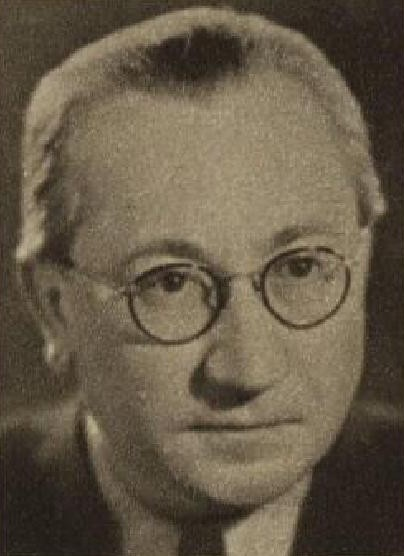
Jaroslav Marvan († 21. května)

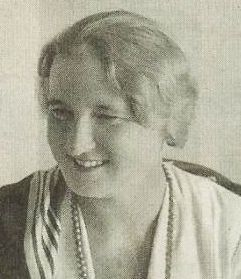
Hana Benešová († 2. prosince)

- 04. ledna – Karel Janeček, český hudební teoretik, skladatel, pedagog (* 20. února 1903)
- 05. ledna – Felix Vodička, literární historik (* 11. dubna 1909)
- 09. ledna – Jan Blahoslav Kozák, český filosof a protestantský teolog (* 4. srpna 1888)
- 11. ledna – Bohumír Strnadel-Četyna, spisovatel a novinář (* 29. října 1906)
- 15. ledna – Josef Smrkovský, československý politik (* 26. února 1911)
- 24. ledna – Otakar Vočadlo, český lingvista (* 2. října 1895)
- 01. února – Jan Dokulil, kněz, básník, překladatel (* 13. července 1910)
- 04. února – Felix le Breux, herec (* 5. dubna 1918)
- 25. února – František Smolka, malíř (* 7. října 1885)
- 01. března – František Hák, fotograf (* 27. května 1886)
- 03. března – Miloslav Holý, malíř (* 4. října 1897)
- 11. března
  - Václav Sivko, malíř, grafik, ilustrátor a scénograf (* 29. června 1923)
  - Zdeněk Mysliveček, český neurolog a psychiatr (* 13. září 1881)
- 12. března – Otakar Štorch-Marien, český nakladatel a spisovatel (* 16. září 1897)
- 16. března – Silvestr Hipman, český hudební skladatel a kritik, spisovatel a překladatel (* 23. července 1893)
- 17. března – Emil Hájek, český klavírista a hudební pedagog (* 3. března 1886)
- 19. března – Karol Bacílek, první tajemník ÚV KSS, ministr československých vlád (* 12. října 1896)
- 29. března – Karel Polata, hudební skladatel a dirigent (* 25. listopadu 1914)
- 01. dubna – Josef Křepela, československý basketbalista (* 22. ledna 1924)
- 06. dubna – Štěpán Trochta, kardinál a biskup litoměřický (* 26. března 1905)
- 20. dubna – Štěpán Matěj, československý fotbalový reprezentant (* 16. května 1901)
- 24. dubna – Antonín Bartušek, český básník, překladatel a historik umění (* 11. ledna 1921)
- 26. dubna – Vladimír Silovský, český grafik (* 11. července 1891)
- 03. května – Ludmila Macešková, spisovatelka (* 22. března 1898)
- 04. května – Štěpán Urban, skladatel a esperantský básník (* 4. října 1913)
- 05. května – František Roubík, český historik (* 31. července 1890)
- 10. května – Jakub Pavel, historik umění a památkář (* 19. července 1903)
- 20. května – Otto Wagner, účastník zahraničního odboje za 2. světové války (* 28. března 1902)
- 21. května – Jaroslav Marvan, český herec (* 11. prosince 1901)
- 24. května – Jan Libíček, český herec (* 28. září 1931)
- 28. května – František Hořava, sochař a malíř (* 24. července 1906)
- 29. května
  - Albert Pilát, mykolog a botanik (* 2. listopadu 1903)
  - Jaroslav Řezáč, český hokejista a sportovní funkcionář (* 6. února 1886)
- 05. června – Ladislav Kuncíř, český nakladatel (* 14. září 1890)
- 07. června
  - Jiří Kroha, architekt, malíř a sochař (* 5. června 1893)
  - Richard Teltscher, zakladatel Židovského ústředního musea v Mikulově (* 13. února 1888)
- 10. června – Jaroslav Hájek, matematik (* 4. února 1926)
- 16. června – František Vrána, klavírista a hudební skladatel (* 14. listopadu 1914)
- 24. června – Václav Vilém Štech, český historik umění (* 31. března 1885)
- 04. července – Ladislav Fouček, československý reprezentant v dráhové cyklistice, olympionik (* 10. prosince 1930)
- 06. července – Stanislav Adam, český učitel, houslista a hudební skladatel (* 30. dubna 1889)
- 07. července – František Götz, literární historik, kritik a dramatik (* 1. ledna 1894)
- 10. července – Jaroslav Cuhra, architekt, křesťanský politik, odbojář a politický vězeň (* 13. dubna 1904)
- 24. července – Bedřich Spáčil, profesor finančního práva a politik (* 18. října 1898)
- 28. července – Ludwig Blum, česko-izraelský malíř (* 24. července 1891)
- 03. srpna – Jiří Julius Fiala, český hudební skladatel, herec a dirigent (* 14. září 1892)
- 05. srpna – Zdeněk Najman, herec (* 19. května 1928)
- 22. srpna – Václav Vojtíšek, historik a archivář (* 9. srpna 1883)
- 23. srpna – Mikuláš Medek, malíř (* 3. listopadu 1926)
- 24. srpna – Ludvík Hofta, československý reprezentační hokejový útočník (* 30. března 1899)
- 31. srpna – Leopold Peřich, historik a archivář (* 14. listopadu 1901)
- 02. září – Miloš Smatek, český hudební skladatel a dirigent (* 12. srpna 1895)
- 08. září
  - Vratislav Čech, československý fotbalový reprezentant (* 22. února 1912)
  - František Alexander Elstner, cestovatel a spisovatel (* 11. dubna 1902)
- 25. září – Vladimír Boublík, český katolický teolog (* 16. listopadu 1928)
- 28. září – Milada Želenská, česká divadelní a filmová herečka (* 16. ledna 1897)
- 10. října – Vladislav Forejt, český cestovatel a novinář (* 8. května 1897)
- 16. října – Vlasta Děkanová, gymnastka, stříbrná medaile na LOH 1936 v Berlíně (* 5. září 1909)
- 22. října – Jan Kloboučník, redaktor, spisovatel (* 5. prosince 1919)
- 23. října – Václav Vlček, plukovník československého letectva, oběť komunistického režimu (* 22. července 1895)
- 30. října – Richard Týnský, český dirigent a hudební režisér (* 20. září 1909)
- 31. října – Jaroslav Moravec, knihkupec, redaktor, spisovatel a překladatel (* 1. října 1900)
- 01. listopadu – František Muzika, český malíř (* 26. června 1900)
- 03. listopadu – Leoš Kubíček, sochař a řezbář (* 22. listopadu 1887)
- 11. listopadu – Jan Kodet, sochař (* 1. června 1910)
- 18. listopadu
  - Emil Hradecký, muzikolog, hudební skladatel a pedagog, archivář. (* 16. ledna 1913)
  - Milan Koch, český básník a spisovatel (* 3. října 1948)
- 22. listopadu – Hans Mrogala, těšínský výtvarník (* 20. ledna 1914)
- 02. prosince – Hana Benešová, manželka prezidenta Edvarda Beneše (* 16. července 1885)
- 14. prosince – Jaroslav Jedlička, český lékař, zakladatel oboru pneumologie (* 30. července 1891)
- 23. prosince – František Salzer, český herec a režisér (* 30. srpna 1902)
- 29. prosince – František Váhala, egyptolog (* 29. ledna 1911)
- 30. prosince – Hanuš Thein, operní pěvec a režisér (* 17. ledna 1904)

### Svět

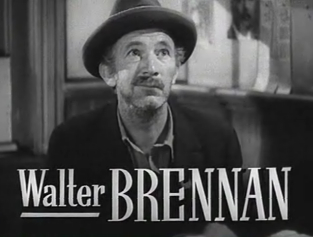
Walter Brennan († 21. září)

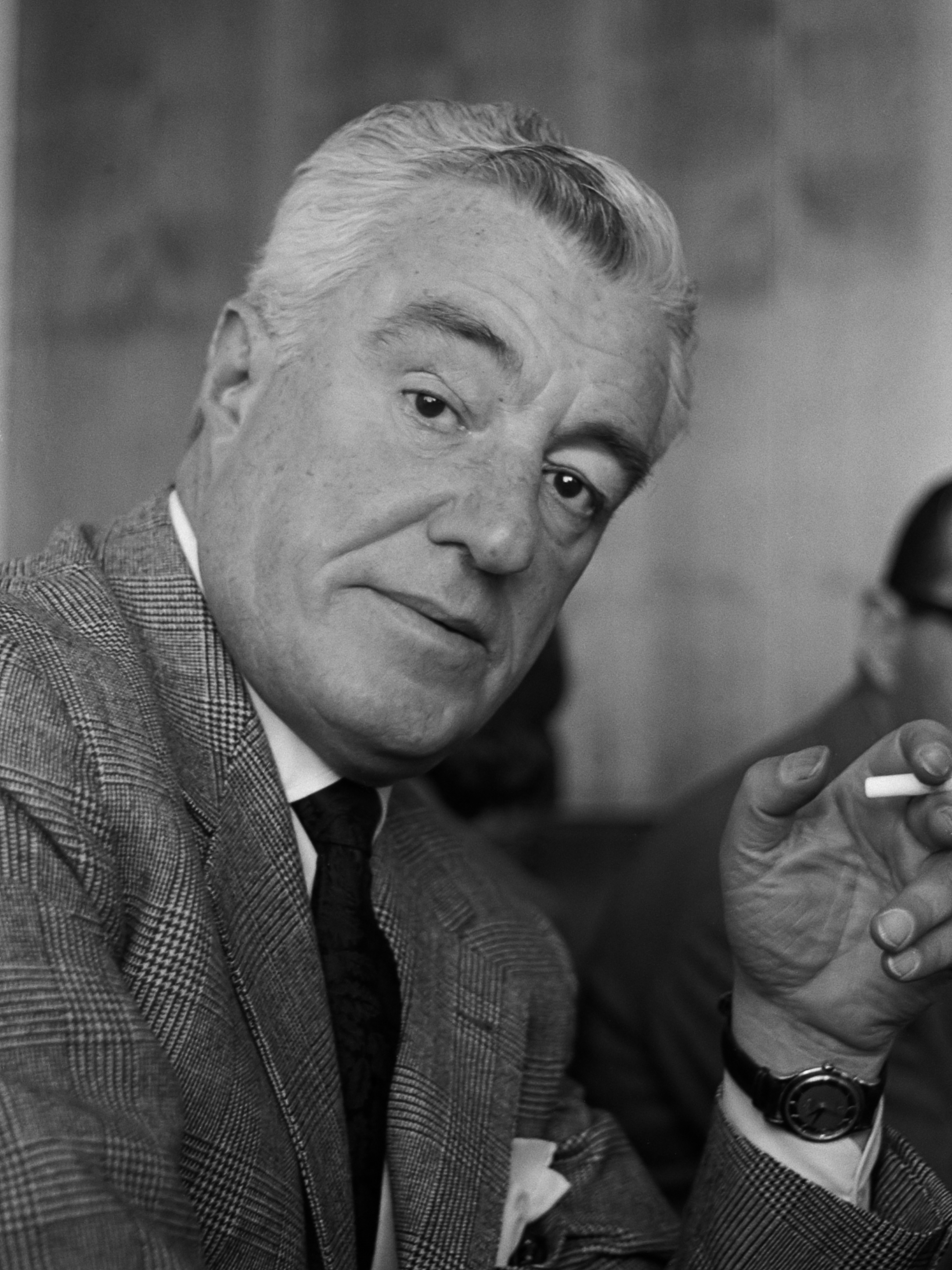
Vittorio De Sica († 13. listopadu)

- 02. ledna – Tex Ritter, americký herec a countryový zpěvák (* 12. ledna 1905)
- 06. ledna – David Alfaro Siqueiros, mexický malíř (* 29. prosince 1896)
- 13. ledna – Ludwig Ferdinand Clauß, antropolog, psycholog a rasový teoretik nacistického Německa (* 8. února 1892)
- 15. ledna – Josef Serlin, izraelský politik (* 24. února 1906)
- 17. ledna – Bodo Lafferentz, nacistický důstojník, organizátor Hudebních slavností v Bayreuthu (* 27. července 1897)
- 22. ledna – Antanas Sniečkus, litevský komunistický vůdce (* 7. ledna 1903)
- 31. ledna
  - Glenn Morris, americký olympijský vítěz v desetiboji (* 18. června 1912)
  - Emil Väre, finský zápasník, olympijský vítěz (* 28. září 1885)
  - Halvor Solberg, norský meteorolog (* 5. února 1895)
- 02. února
  - Jean Absil, belgický hudební skladatel (* 23. října 1893)
  - Imre Lakatos, maďarsko-britský filosof vědy a matematik (* 9. listopadu 1922)
- 04. února – Šatendranáth Bose, indický fyzik (* 1. ledna 1894)
- 08. února – Fritz Zwicky, americký astronom (* 14. února 1898)
- 21. února – Gustav Przeczek, polský menšinový spisovatel a politik (* 30. května 1913)
- 26. února – René de Possel, francouzský matematik (* 7. února 1905)
- 01. března – Bobby Timmons, americký jazzový klavírista a hudební skladatel (* 19. prosince 1935)
- 03. března – Carl Jacob Burckhardt, švýcarský esejista, diplomat a historik (* 10. září 1891)
- 10. března – Bolesław Kominek, polský arcibiskup a kardinál (* 23. prosince 1903)
- 15. března – Ferdinand Ďurčanský, slovenský politik (* 18. prosince 1906)
- 17. března – Louis Kahn, americký architekt (* 20. února 1901)
- 18. března – Hertta Kuusinenová, finská komunistická politička (* 14. února 1904)
- 21. března – Candy Darling, americká herečka (* 24. listopadu 1944)
- 26. března – Michael Avi-Jona, izraelský archeolog (* 26. září 1904)
- 02. dubna – Georges Pompidou, prezident Francie (* 5. července 1911)
- 06. dubna – Fraňo Štefunko, slovenský sochař, řezbář a spisovatel (* 4. srpna 1903)
- 18. dubna – Marcel Pagnol, francouzský spisovatel (* 28. února 1895)
- 21. dubna – Volodymyr Vladko, ukrajinský sovětský spisovatel (* 8. ledna 1901)
- 24. dubna
  - Franz Jonas, 7. prezident Rakouska (* 4. října 1899)
  - Bud Abbott, americký herec, producent a komik (* 2. října 1895)
- 25. dubna – Garth Allen, americký astrolog (* 16. května 1925)
- 07. května – Frederick Kelly, americký olympijský vítěz v běhu na 110 metrů překážek z roku 1912 (* 12. září 1891)
- 08. května – Graham Bond, britský hudebník (* 28. října 1937)
- 14. května – Jakob Levy Moreno, rakousko-americký lékař, psychiatr a sociolog (* 18. května 1889)
- 18. května – Tyree Glenn, americký jazzový pozounista (* 23. listopadu 1912)
- 20. května – Jean Daniélou, francouzský teolog (* 14. května 1905)
- 24. května – Duke Ellington, americký jazzový skladatel, klavírista a dirigent (* 29. dubna 1899)
- 01. června – Henri Redon, francouzský chirurg (* 24. června 1899)
- 10. června – Henry, vévoda z Gloucesteru, britský královský princ (* 31. března 1900)
- 11. června
  - Jozef Horák, slovenský spisovatel (* 30. ledna 1907)
  - Julius Evola, italský filosof a spisovatel (* 9. května 1898)
- 15. června – Christine Chubbuck, americká televizní moderátorka (* 24. srpna 1944)
- 18. června – Georgij Konstantinovič Žukov, sovětský vojevůdce a politik (* 1. prosince 1896)
- 19. června – Jean Wahl, francouzský filosof (* 25. května 1888)
- 22. června
  - Sergej Petrovič Borodin, ruský spisovatel (* 25. září 1902)
  - Darius Milhaud, francouzský hudební skladatel a pedagog (* 4. září 1892)
- 25. června – Avraham Daus, izraelský dirigent a hudební skladatel (* 6. června 1902)
- 27. června – Charles Fenno Jacobs, americký fotograf (* 14. prosince 1904)
- 30. června – Vannevar Bush, americký profesor elektronického inženýrství (* 11. března 1890)
- 01. července – Juan Perón, argentinský politik a prezident (* 8. října 1895)
- 03. července – John Crowe Ransom, americký pedagog, literární kritik, básník a esejista (* 30. dubna 1888)
- 04. července – Amín al-Husajní, arabský nacionalista a muslimský vůdce (* 1895)
- 08. července – James Bausch, americký olympijský vítěz v desetiboji (* 29. března 1906)
- 09. července
  - Miguel Ángel Asturias, guatemalský spisovatel a diplomat, Nobelova cena za literaturu 1967 (* 19. října 1899)
  - Earl Warren, americký guvernér, předseda Nejvyššího soudu USA a ministr spravedlnosti Kalifornie (* 19. března 1891)
- 11. července – Pär Lagerkvist, švédský spisovatel, Nobelova cena za literaturu (* 23. května 1891)
- 13. července – Christian ze Schaumburg-Lippe, německý princ a šlechtic (* 20. února 1898)
- 24. července – James Chadwick, britský fyzik, Nobelova cena za fyziku 1935 (* 20. října 1891)
- 26. července – Jan Żabiński, polský zoolog (* 8. dubna 1897)
- 28. července – Ludwig Blum, izraelský malíř původem z Moravy (* 24. července 1891)
- 29. července
  - Cass Elliot, americká zpěvačka (* 19. září 1941)
  - Erich Kästner, německý levicový novinář a prozaik (* 23. února 1899)
- 06. srpna – Gene Ammons, americký saxofonista (* 14. dubna 1925)
- 07. srpna
  - Virginia Apgarová, americká pediatrička (* 7. června 1909)
  - Rosario Castellanos, spisovatelka mexického původu (* 25. května 1925)
- 08. srpna
  - Elisabeth Abeggová, učitelka a členka německého protinacistického odboje (* 3. března 1882)
  - Baldur von Schirach, německý nacistický zločinec – vůdce nacistické mládeže
- 09. srpna – Bill Chase, americký jazzový trumpetista (* 20. října 1934)
- 11. srpna – Jan Tschichold, německý typograf a spisovatel (* 2. dubna 1902)
- 13. srpna – Tina Brooks, americký jazzový saxofonista a hudební skladatel (* 7. června 1932)
- 20. srpna
  - Klement Salvátor Habsbursko-Altenburský, rakouský arcivévoda (* 6. října 1904)
  - Ilona Massey, maďarská zpěvačka (* 5. června 1912)
- 21. srpna – Buford Pusser, šerif z McNairy County (* 12. prosince 1937)
- 26. srpna – Charles Lindbergh, americký letec (* 4. února 1902)
- 27. srpna – Otto Strasser, německý politik a člen NSDAP (* 10. září 1897)
- 03. září – Harry Partch, americký skladatel (* 24. června 1901)
- 04. září
  - Marcel Achard, francouzský dramatik a spisovatel (* 5. července 1899)
  - Creighton Abrams, americký generál, který velel ve vietnamské válce (* 15. září 1914)
- 10. září – Melchior Wańkowicz, polský spisovatel a novinář (* 10. ledna 1892)
- 11. září – René Spitz, rakouský psychoanalytik (* 29. ledna 1887)
- 21. září – Walter Brennan, americký herec (* 25. července 1894)
- 23. září – Victor-Lucien Tapié, francouzský historik (* 1900)
- 02. října – Vasilij Šukšin, herec a filmový režisér ruské národnosti (* 25. července 1929)
- 05. října – Zalman Šazar, prezident Izraele (* 22. prosince 1889)
- 08. října – Harry Carney, americký jazzový saxofonista a klarinetista (* 1. dubna 1910)
- 09. října – Oskar Schindler, rakouský obchodník (* 28. dubna 1908)
- 12. října – Pink Anderson, americký bluesový zpěvák a kytarista (* 12. února 1900)
- 13. října – Ed Sullivan, americký televizní moderátor (* 28. září 1901)
- 18. října – Tate Houston, americký jazzový saxofonista (* 30. listopadu 1924)
- 20. října – Julien Bryan, americký fotograf, filmař a dokumentarista (* 23. května 1899)
- 21. října – Frederik Jacobus Johannes Buytendijk, nizozemský biolog, antropolog a psycholog (* 29. dubna 1887)
- 24. října – David Oistrach, ruský houslista (* 30. září 1908)
- 27. října – Ljudmila Pavličenková, nejúspěšnější ukrajinská odstřelovačka všech dob (* 12. července 1916)
- 28. října
  - David Jones, anglický básník a malíř (* 1. listopadu 1895)
  - Everaldo, brazilský fotbalista (* 11. září 1944)
- 05. listopadu – Beqir Balluku, albánský politik (* 14. února 1917)
- 13. listopadu – Vittorio De Sica, italský herec a režisér (* 7. července 1901)
- 14. listopadu – Marcel Lefrancq, belgický fotograf (* 9. října 1916)
- 17. listopadu – Erskine Hamilton Childers, prezident Irska (* 1. prosince 1905)
- 20. listopadu – Hugo Gold, izraelský historik a nakladatel (* 15. října 1895)
- 21. listopadu – Frank Martin, švýcarský hudební skladatel (* 15. září 1890)
- 22. listopadu – Ralph Capone, americký gangster, starší bratr Ala Capona (* 12. ledna 1894)
- 25. listopadu
  - Nick Drake, britský folkový písničkář a skladatel (* 19. června 1948)
  - U Thant, barmský diplomat, třetí generální tajemník OSN (* 22. ledna 1909)
- 28. listopadu – Konstantin Melnikov, ruský konstruktivistický architekt (* 3. srpna 1890)
- 05. prosince – Hazel Hotchkissová Wightmanová, americká tenistka, dvojnásobná olympijská vítězka (* 20. prosince 1886)
- 06. prosince
  - Nikolaj Gerasimovič Kuzněcov, admirál loďstva Sovětského svazu (* 24. července 1904)
  - Robert Ludvigovič Bartini, italský šlechtic, letecký konstruktér a vědec (* 14. května 1897)
- 14. prosince
  - Fritz Hagmann, švýcarský zápasník, zlato na OH 1924 (* 28. března 1901)
  - Walter Lippmann, americký novinář a filozof (* 23. září 1889)
- 16. prosince – Kostas Varnalis, řecký spisovatel (* 14. února 1884)
- 18. prosince – Ja'akov Geri, ministr průmyslu, obchodu a práce Izraele (* 1901)
- 21. prosince – Rex Easton, americký automobilový závodník (* 12. prosince 1913)
- 27. prosince
  - Ned Maddrell, poslední rodilý mluvčí manštiny (* 1877)
  - Pavel Bermondt-Avalov, bělogvardějský generál (* 4. března 1877)

## Hlavy států
Evropa:
- Československo – prezident Ludvík Svoboda
- Vatikán – papež Pavel VI.
- Sovětský svaz
  - předseda prezidia Nejvyššího sovětu Nikolaj Viktorovič Podgornyj
  - (de facto) první tajemník KSSS Leonid Iljič Brežněv
- Francie
  - prezident Georges Pompidou
  - prezident Valéry Giscard d'Estaing
- Dánsko – královna Markéta II.

Ostatní:
- Čína – (úřadující) předseda ČLR Tung Pi-wu
- USA
  - prezident Richard Nixon
  - prezident Gerald Ford

### Digitální archivy k roku 1974
- Dokumentární cyklus České televize Retro – rok 1974
- Pořad stanice Český rozhlas 6 Rok po roce – rok 1974
- Rudé právo v archivu Ústavu pro českou literaturu – ročník 54 rok 1974